# Anja Milenkovič
Anja Milenkovič (Lubiana, 23 giugno 1982) è una calciatrice slovena, centrocampista dell'Olimpia Lubiana.

## Carriera
Ha iniziato a giocare a calcio a 18 anni nello ŽNK Domžale nel campionato di Prima Lega Slovena mentre studiava presso l'Università di Lubiana. In seguito lo ŽNK Domžale la cedette alla plurititolata rivale Krka con cui vinse 3 titoli della massima serie slovena (2004-2005, 2006-2007 e 2007-2008) prendendo parte per 3 anni consecutivi alla UEFA Women's Champions League.
Durante il calciomercato estivo 2008 Milenkovič coglie l'occasione offertale dal Graphistudio Tavagnacco per giocare nel campionato italiano femminile di calcio sottoscrivendo con la società friulana un accordo per giocare la stagione entrante in Serie A.
Terminata la stagione si trasferisce alle austriache dell'Austria Kelag Kärnten di Klagenfurt am Wörthersee dove giocò 2 campionati consecutivi la ÖFB-Frauenliga senza ottenere alcun titolo.
Tornata in Italia, giocò due stagioni con il Chiasiellis di Mortegliano.
Nell'estate 2013 si trasferisce nuovamente in Austria sottoscrivendo un contratto con lo Sturm Graz/Stattegg.

### Nazionale
Ha esordito con la maglia della nazionale slovena Under-19 nel 1997 collezionando 4 presenze.
Nella nazionale maggiore ha esordito il 19 settembre 2009, in occasione delle qualificazioni al campionato europeo 2013, nella partita persa per 0-8 con le Azzurre della nazionale italiana. È fin dall'esordio il capitano della nazionale.